# Loránd Eötvös
Barón Loránd Eötvös de Vásárosnamény (27 de julio de 1848-8 de abril de 1919), también conocido como Baron Roland von Eötvös, fue un ingeniero, matemático, físico y político húngaro, hijo del escritor y también político József Eötvös. Fue ministro de Instrucción Pública. Se le debe una ley sobre las variaciones de energía superficial de los líquidos en función de la temperatura. Es recordado por sus trabajos en gravitación y en tensión superficial, así como por la invención de la balanza de torsión que lleva su nombre. Gracias a él, se pudieron organizar las Olimpiadas Eötvös, precursoras de la Olimpiada Matemática Internacional.

## Biografía
Nacido en 1848, año de la revolución húngara, Eötvös era hijo del barón József Eötvös de Vásárosnamény (1813-1871) y de Agnes Rosty de Barkócz (1825-1913). Su tío materno fue Pál Rosty de Barkócz (1830-1874), geógráfo, explorador y pionero de la fotografía. Por aquel entonces, su padre, el barón József Eötvös, fue nombrado ministro de educación del nuevo gobierno de la Hungría independiente surgida de la revolución. József Eötvös era un conocido poeta, escritor y político liberal muy famoso en su tiempo, y que jugó un papel importante en la vida intelectual y política húngara del siglo XIX.
Después de graduarse en 1865, Loránd Eötvös inicialmente estudió leyes, pero pronto cambió a la física y se fue a estudiar al extranjero, en las universidades de Heidelberg y de Königsberg. Después de obtener su doctorado, se convirtió en profesor universitario en Budapest y jugó un papel importante en la ciencia de Hungría durante casi medio siglo. Fue reconocido internacionalmente por primera vez gracias a su trabajo innovador en capilaridad, y posteriormente por sus refinados métodos experimentales y estudios de campo en la gravedad.
En 1875 se casó con Gizella Horváth (1853-1919), hija del ministro de Justicia de Croacia. Tuvo tres hijas:
- Jolan (1877-1879)
- Rolanda (1878-1952)
- Helena (1880-1945)

Eötvös es recordado hoy por su trabajo experimental en gravedad, en particular, por su estudio de la equivalencia entre masa gravitacional y masa inercial (el llamado principio de equivalencia débil); y por su estudio del gradiente gravitacional en la superficie de la Tierra. El principio de equivalencia débil juega un papel destacado en la teoría de la relatividad y el experimento de Eötvös fue citado por Albert Einstein en su artículo de 1916 Fundamentación de la Teoría General de la Relatividad. Las mediciones del gradiente gravitacional son importantes en geofísica aplicada, especialmente en la localización de depósitos de petróleo o mineros. La Unidad de gradiente gravitatorio del sistema CGS se llama eotvos en su honor.
Desde 1886 hasta su muerte, Loránd Eötvös se dedicó a la investigación y a la docencia en la Universidad de Budapest, que desde 1950 pasó a llamarse Universidad Eötvös Loránd en su honor.
Uno de los asistentes de Eötvös era Radó von Kövesligethy, quien más tarde se convirtió en un notable científico.
Compaginó la docencia con el cargo de Ministro de Educación. Fue académico y presidente de la Academia de Ciencias de Hungría, presidente y fundador de la Sociedad de Matemáticas y Física de Hungría, y un gran aficionado al montañismo.
Eötvös está enterrado en el cementerio Kerepesi de Budapest.

## Aportaciones científicas
Eötvös desarrolló múltiples trabajos relacionados con la física teórica, y en su condición de ingeniero, trabajó especialmente en cuestiones relacionadas con la física aplicada.

### Balanza de torsión de Eötvös

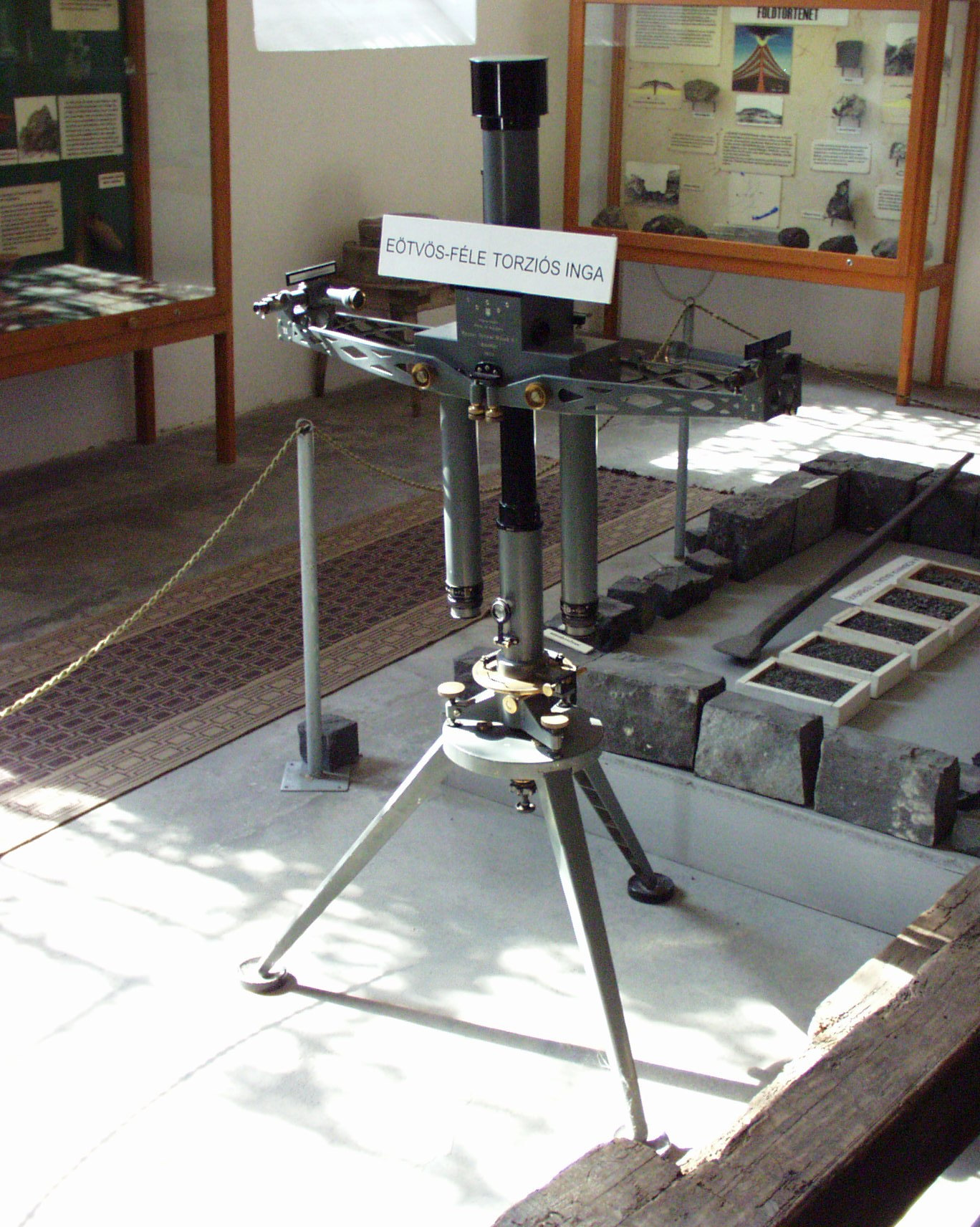
Balanza de torsión del Museo Sághegy

La balanza de torsión de Eötvös (también conocida por "péndulo de torsión") es una mejora de un instrumento anterior (desarrollado entre otros por el físico británico Henry Cavendish), con la sensibilidad suficiente para medir con precisión variaciones en el campo gravitatorio, debidas a las distintas densidades de los elementos que forman la corteza terrestre. El dispositivo mide la fuerza de la gravedad, y lo que es más importante, permite conocer la dirección de la variación de la gravedad en el plano horizontal, lo que facilita localizar la distribución irregular de masas en la corteza terrestre. La balanza de torsión de Eötvös, es un importante instrumento usado internacionalmente en geodesia y en geofísica para el estudio de las propiedades físicas de la Tierra. Se utiliza para la prospección de minas y en la búsqueda de minerales como el petróleo, el carbón y otras menas. La balanza de Eötvös nunca fue patentada, pero después de demostrar su exactitud, varios instrumentos fueron exportados a todo el mundo, permitiendo descubrir algunos de los más ricos yacimientos mineros de los Estados Unidos.
El péndulo de Eötvös fue utilizado para demostrar con precisión la equivalencia entre la masa inercial y la masa gravitatoria. Esta equivalencia se utilizó más tarde por Albert Einstein al exponer la teoría de la relatividad general.
Así es como el propio Eötvös describe su balanza:

El instrumento era una simple varilla recta, suspendida de un alambre de platino y encerrada en una funda metálica para protegerla de los vientos y de los cambios de temperatura. Las masas exteriores ejercen una fuerza orientadora sobre la varilla en suspensión; pero el alambre sobre el que cuelga resiste, y al mismo tiempo que resiste se tuerce: con el grado de esta torsión se muestra la magnitud exacta de las fuerzas que actúan sobre la varilla. Se trata de una balanza de Coulomb, y eso es todo lo que hay que hacer. Es simple, como la flauta de Hamlet, es suficiente con saber jugar con el instrumento, y al igual que el músico nos puede deleitar con espléndidas variaciones, el físico puede, estudiando este equilibrio, y con no menos deleite, determinar las menores variaciones de la gravedad. De esta manera, podemos mirar con tal profundidad en la corteza de la Tierra de una forma que ni nuestros ojos, ni nuestros trabajos más laboriosos podrían alcanzar.

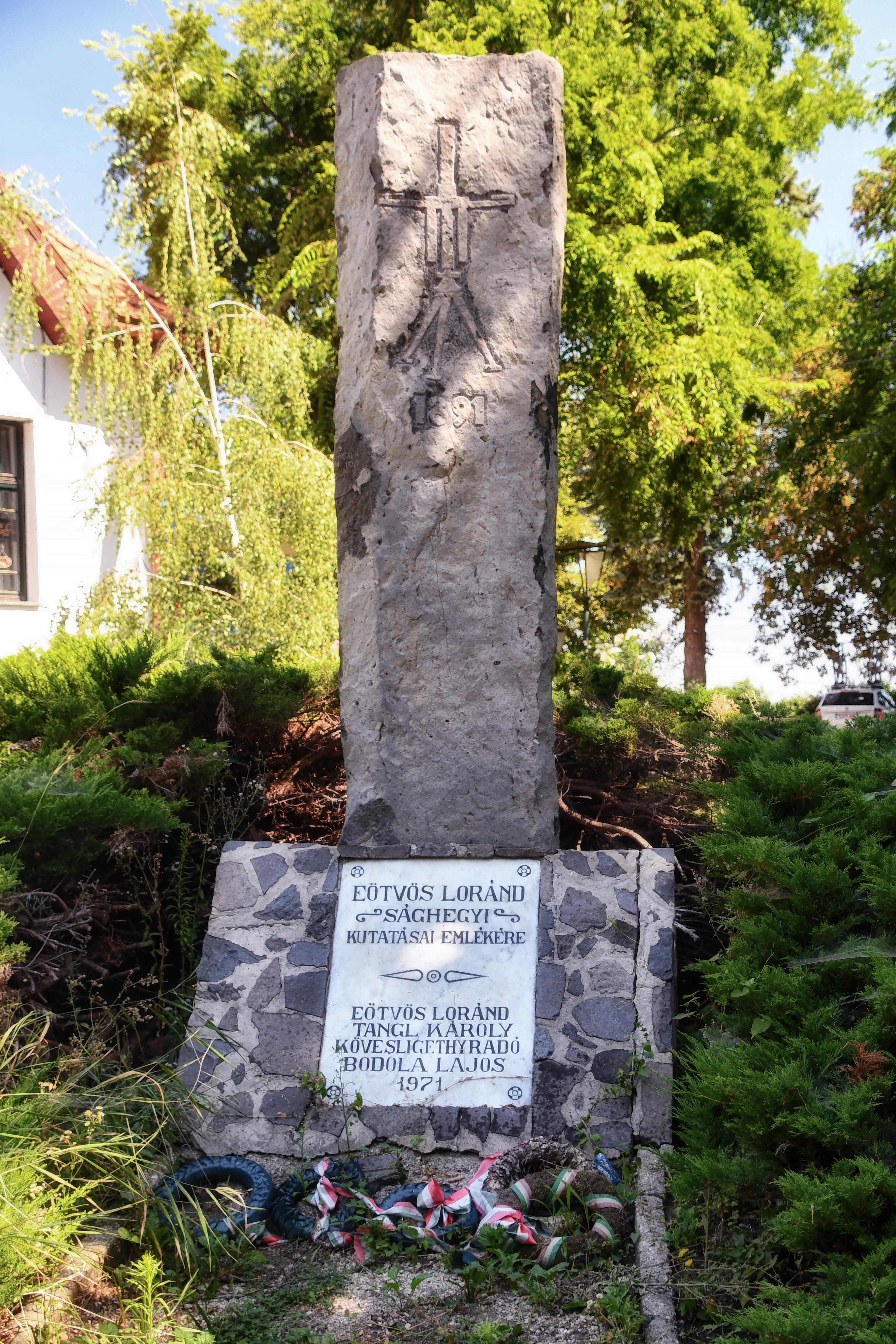
Pilar conmemorativo de las mediciones de Eötvös en 1891

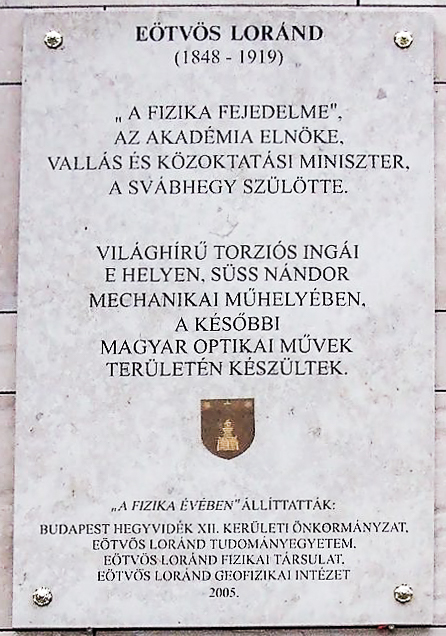
Placa conmemorativa de Eötvös en Budapest, inaugurada en 2005 con ocasión del Décimo segundo Año de la Física

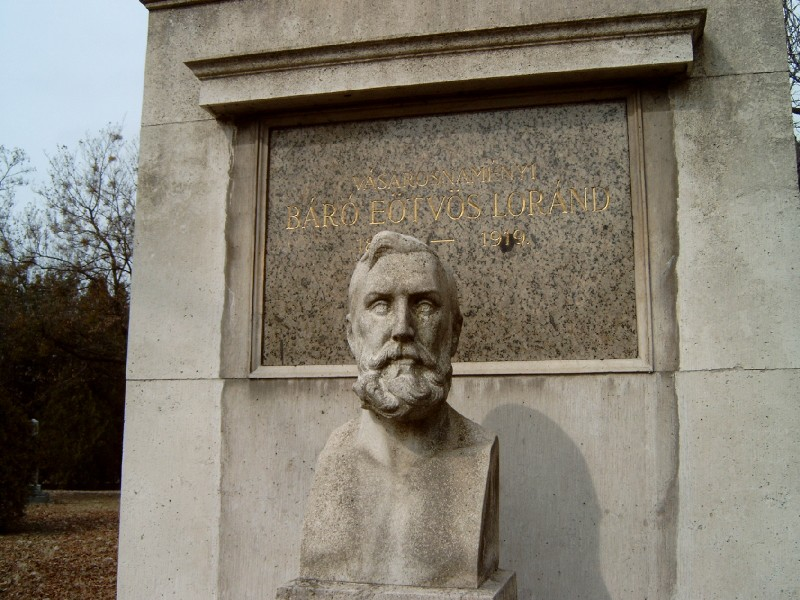
Tumba de Eötvös en el cementerio Kerepesi de Budapest

Refugio de montaña "Eötvös" en Dobogókő

Para calibrar el dispositivo, en 1891 se prepararon una serie de mediciones junto a la montaña de Sag. Esta montaña de basalto tenía forma de cono truncado especialmente regular, lo que facilitó el cálculo del efecto esperado.

### Efecto Eötvös
El efecto Eötvös es la alteración en la fuerza de la gravedad medida, causada por el cambio en la aceleración centrífuga resultante del movimiento de un cuerpo en dirección hacia el este o hacia el oeste sobre la Tierra. Cuando un objeto se mueve hacia el este, la velocidad angular del objeto se incrementa (sumándose a la rotación de la tierra), y por lo tanto, la fuerza centrífuga también aumenta, causando una reducción en la fuerza gravitacional percibida.

### Regla de Eötvös
Esta ley permite predecir la tensión superficial de un líquido puro arbitrario a cualquier temperatura, en función de su densidad, de su masa molar y de su temperatura crítica (en la que la tensión superficial del líquido es cero).

### Experimento de Eötvös
Entre 1885 y 1909, Eötvös y su equipo, realizaron una serie de experimentos cada vez más precisos (con diferentes tipos de materiales y en diferentes lugares alrededor de la Tierra) utilizando balanzas de torsión. Todos estos experimentos demostraron la equivalencia entre masa inercial y masa gravitacional. A su vez, estos experimentos llevaron a la comprensión moderna del principio de equivalencia codificado en la relatividad general, que establece que las masas gravitacionales e inerciales son coincidentes.

## Honores
- En 1913, la Academia de Ciencias de Hungría presentó los trabajos de Eötvös al Comité del Premio Nobel, aunque el elegido en aquella edición del premio fue el físico holandés pionero en la superconductividad Heike Kamerlingh Onnes.
- Miembro de la Real Academia Prusiana de las Ciencias de Berlín.
- Doctor honoris causa por la Universidad de Cracovia.
- Doctor honoris causa por la Universidad de Oslo.
- Caballero de la Legión de Honor de la República Francesa.
- Condecorado por el rey de Serbia.
- Condecorado por el emperador Francisco José I de Austria.
- En 1920, el Instituto Geofísico de Hungría tomó su nombre.
- En 1957, se instituyeron las Medallas Lórand Eötvös, sufragadas por el Instituto Geofísico de Hungría.
- En 1950, la Universidad de Budapest tomó su nombre.
- El mineral lorandita (compuesto de talio, arsénico y azufre descubierto por Joseph Kenner en Macedonia del Norte) recibió su nombre en homenaje a Eötvös.
- La URSS conmemoró su muerte con una inscripción en el Museo Nacional de la Ciencia de Moscú.
- Desde París, el grupo de científicos agrupados por Marie Curie -con Albert Einstein a la cabeza-, también conmemoró el fallecimiento de Eötvös. Einstein manifestó a la prensa que: ¡Había fallecido un príncipe de la física!.
- En el centenario de su nacimiento, el Museo de Ciencias de Londres celebró una exposición conmemorativa titulada "El científico más grande de Hungría".
- En 1970, la Unión Astronómica Internacional puso el nombre de cráter Eötvös a uno de los cráteres de la cara oculta de la Luna.[3]
- El primer refugio de montaña situado al norte de Hungría, en Dobogókő, lleva el nombre de "Baron Eötvös Lorand".
- (12301) Eötvös es la matrícula de un asteroide observado por el astrónomo E.W. Elst descubierto el 4 de septiembre de 1991.[4]